# Мала Круча
Мала́ Кру́ча —  село в Україні, у Пирятинській міській громаді Лубенського району Полтавської області. Населення становить 47 осіб. Колишній орган місцевого самоврядування — Великокручанська сільська рада.

## Географія
Село Мала Круча знаходиться на річці Удай, з усіх боків оточене старицями. вище за течією на відстані 2 км розташоване місто Пирятин, на протилежному березі - село Велика Круча. Річка в цьому місці звивиста, утворює лимани, стариці та заболочені озера.

## Історія
12 червня 2020 року, відповідно до розпорядження Кабінету Міністрів України № 721-р «Про визначення адміністративних центрів та затвердження територій територіальних громад Полтавської області», село увійшло до складу Пирятинської міської громади.
19 липня 2020 року, в результаті адміністративно - територіальної реформи та ліквідації Питятинського району, село увійшло до складу новоутвореного Лубенського району.

## Населення
Згідно з переписом УРСР 1989 року чисельність наявного населення села становила 75 осіб, з яких 29 чоловіків та 46 жінок.
За переписом населення України 2001 року в селі мешкало 46 осіб.

### Мова
Розподіл населення за рідною мовою за даними перепису 2001 року:
| Мова       | Відсоток |
| ---------- | -------- |
| українська | 95,74 %  |
| російська  | 4,26 %   |